# Древлехранилище Александро-Невской Лавры
Древлехранилище Александро-Невской Лавры — церковно-археологический музей, открытый в 1910 году в Свято-Троицкой Александро-Невской Лавре и прекративший свою работу в 1922 году в ходе кампании по изъятию церковных ценностей. Был воссоздан в 2013 году и открыт для публики в качестве современного древлехранилища Лавры в 2017 году.

## История

### Создание музея
Приближение 200-летнего юбилея Александро-Невской Лавры повысило актуальность вопроса создания музея при монастыре. К этому времени в России уже существовало семнадцать епархиальных музеев. 17 апреля 1909 года создание Древлехранилища было утверждено митрополитом Санкт-Петербургским и Ладожским Антонием (Вадковским). В мае 1909 года Духовный собор Александро-Невской Лавры обратился к устроительному комитету Всероссийского съезда художников с просьбой оказать содействие в организации Древлехранилища, а уже в июне архимандрит Феофан (Туляков) ознакомил членов комитета с имеющимися в Лавре коллекциями.
Под музей была выделена Северо-Западная башня монастырского комплекса. В ней ранее размещалась монастырская ризница, для которой в 1910 году было отстроено новое отапливаемое здание по проекту архитектора Л. П. Шишко. Заведующим музеем был назначен архимандрит Филарет. Основная работа по устройству музея-древлехранилища была возложена на художника Андрея Андреевича Карелина и послушника Лавры Федора Михайловича Морозова, последний со времени своего пребывания в монастыре собирал лаврские древности — предметы, вышедшие из употребления. Используя опыт организации историко-художественного музея в Нижнем Новгороде, А. А. Карелин в короткий срок сумел организовать отбор предметов и их классификацию. В 1910 году музей был открыт для публики. В том же году была опубликована «Краткая опись Древлехранилища». 16 марта 1910 года по приглашению А. А. Карелина музей посетила великая княгиня Мария Павловна, президент Императорской Академии художеств.
Музей был закрыт в 1922 году в разгар кампании по изъятию церковных ценностей, в ходе которой материальные ценности, принадлежавшие монастырю, были конфискованы в пользу голодающих. Все предметы, обладающие художественной ценностью были переданы в Государственный музейный фонд, а затем распределены по музеям России.

### Коллекции
В 1910 г. коллекция древлехранилища насчитывала более 1500 экспонатов. В числе наиболее ценных и интересных — мемориальные предметы, например трость, изготовленная лично Петром I, кровать на которой первый российский император отдыхал, пребывая в монастыре, дары Екатерины II, Павла I и других царствующих особ. Самым древним памятником являлась шапка (корона) святого благоверного князя Александра Невского из малинового бархата, с горностаевым мехом и навершием в виде креста. В экспозиции также была представлена деревянная архитектурная модель Свято-Троицкого собора, выполненная по первому проекту Теодора Швертфегера (сегодня находится в Научно-исследовательском музее при Российской Академии художеств).
В 1910 году коллекция музея содержала 21 раздел
1. Святой благоверный великий князь Александр Невский (пелены, иконы и др. изображения).
2. Их императорские величества (бюсты, портреты, гравюры).
3. Архимандрит и первый настоятель, Архиепископы и митрополиты (портреты, гравюры, литографии).
4. Антиминсы.
5. Кресты.
6. Иконы.
7. Образки (финифть и пр.).
8. Священные изображения.
9. Предметы, имеющие связь с именем Александра Невского.
10. Церковные предметы и предметы религиозного обихода.
11. Облачения.
12. Исторические предметы.
13. Монеты.
14. Книги и ноты.
15. Грамоты, столбцы, дипломы, планы.
16. Картины и портреты.
17. Надгробные доски.
18. Модели и проекты.
19. Лампады, люстры, бра, подсвечники и пр.
20. Ковры.
21. Декоративная резьба и пр.

## Древлехранилище в наши дни

### Воссоздание

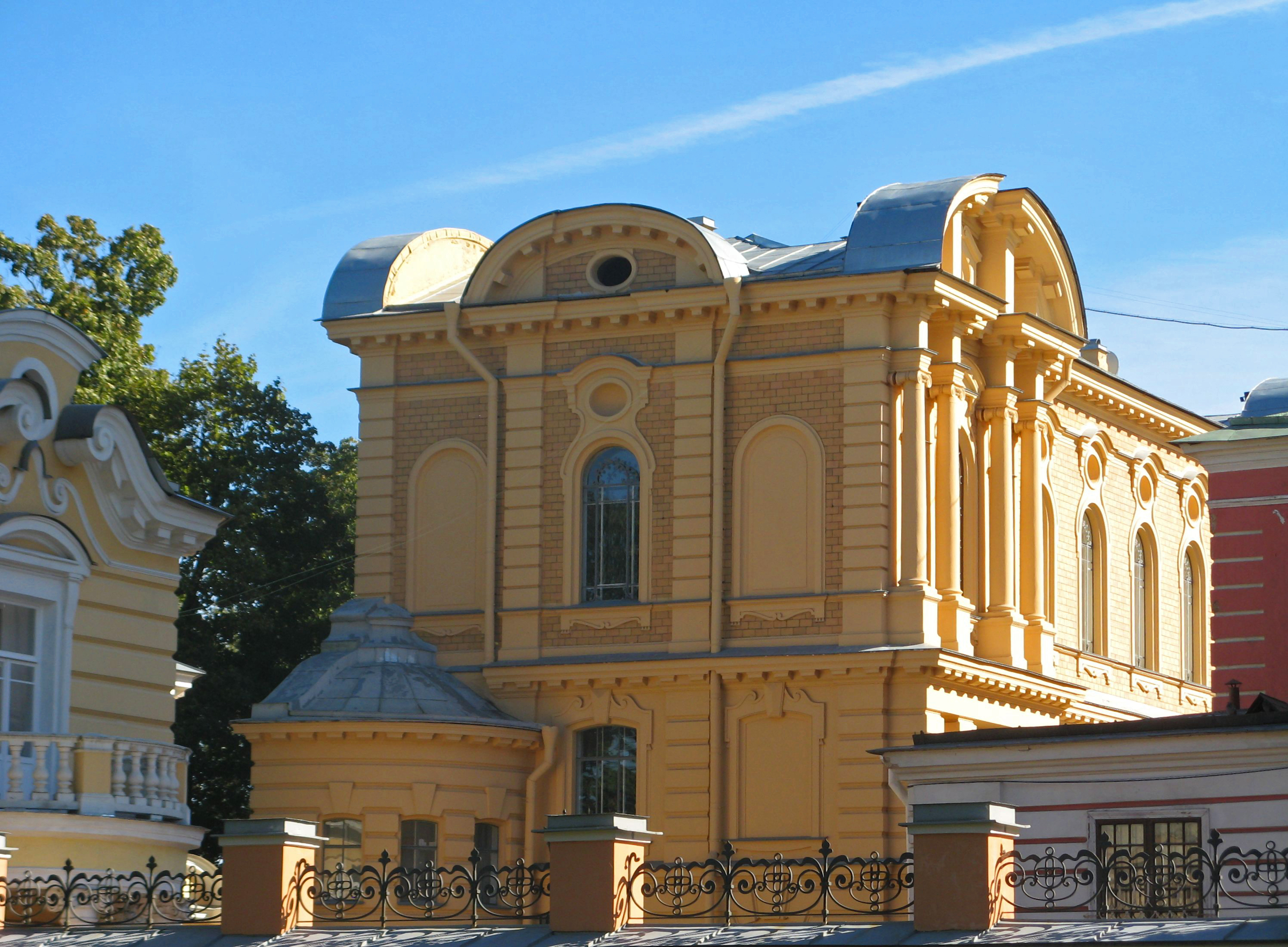
Отреставрированное здание ризницы

Современное древлехранилище Александро-Невской лавры было воссоздано в декабре 2013 года, в год 300-летнего юбилея монастыря, после почти 90-летнего перерыва.
Своим существованием древлехранилище Лавры во многом обязано трудам Лидии Ивановны Соколовой, секретаря епархиальной комиссии по канонизации. С 2008 года она кропотливо собирала материалы, принимала экспонаты, договаривалась с экспертами о проведении датировок и атрибуции.
Новая экспозиция музея была открыта в январе 2017 года и находится в историческом помещении ризницы Александро-Невской лавры. В советские годы помещение было отдано городской станции переливания крови, а потому оказалось перестроено. Для нужд музея оно было отреставрировано и частично реконструировано, с сохранением оригинального плиточного покрытия пола начала XX века.

### Коллекции
Коллекции музея содержат предметы, переданные в Лавру в конце XX-начале XXI века. Большинство единиц хранения поступили в качестве дара монастырю или музею от священников, мирян, людей искусства, коллекционеров, а также от организаций. Сегодня собрание музея состоит из следующих блоков:
1. Коллекция русской иконописи (представляет произведения различных иконописных школ, относящиеся к периоду XVIII—XXI века).
2. Коллекция русской религиозной живописи (образцы русской религиозной живописи периода её расцвета — конца XIX-начала XX века).
3. Коллекция деревянной пластики (мелкая деревянная пластика, элементы церковного интерьера, деревянная скульптура, мебель).
4. Коллекция текстиля (облачения священнослужителей XVIII—XX вв., шитые ризы для икон XIX—XX в., хоругви и антиминсы XVIII—XX в).
5. Коллекция церковной утвари из металла (оклад на престол, богослужебные сосуды, ризы икон, кадила и лампады, блюда и чаши для пожертвований XIX—XX веков).
6. Коллекция документальных исторических источников (оригиналы и копии архивных документов, печатные издания по истории Александро-Невской лавры и Русской Православной Церкви).
7. Коллекция фотографий (черно-белые и цветные позитивы XX века, иллюстрирующие историю Александро-Невской Лавры и Русской Православной Церкви).